# Sony Xperia 1 II
Sony Xperia 1 II  — це Android смартфон, вироблений Sony Mobile. Телефон, який є частиною серії Xperia від Sony, був анонсований разом із Xperia 10 II середнього класу 24 лютого 2020 року. Основні оновлення в порівнянні з його попередником, Xperia 1, включають підтримку мережі 5G і бездротової зарядки Qi, а також камеру з потрійними об’єктивами, яка включає в себе об’єктиви фірмової марки ZEISS з антивідблисковим покриттям T✻ (T-Star), а також перенесені технології з лінійки камер Sony Alpha.
Xperia 1 II поставляється з підтримкою 5G NR в Європі та Азії (що робить його першим пристроєм Sony Xperia, який підтримує цю мережу), тоді як Сполучені Штати поставляються з варіантом 4G. Хоча мережі 5G підтримуються, він підтримує лише 5G "sub-6", тобто несумісний з мережами міліметрових хвиль (mmWave).

## Дизайн
Xperia 1 II зберіг фірмовий квадратний дизайн Sony, який можна було побачити на попередніх телефонах Xperia. Телефон має захист Corning Gorilla Glass 6 на передній і задній панелях, а також сертифікати IP65 та IP68 щодо водонепроникності. Конструкція має пару симетричних рамок у верхній і нижній частині, де розміщені фронтальні подвійні стереодинаміки та фронтальна камера. На лівій стороні телефону є відділення для SIM-карти та карти microSDXC, а на правій — сканер відбитків пальців, вбудований у кнопку живлення, регулятор гучності та кнопка затвора. Задні камери розташовані у вигляді вертикальної смуги. Телефон поставлявся в п’яти кольорах, перші три: чорний, фіолетовий та білий доступні у всьому світі. Є також два кольори, ексклюзивні для східноазійських ринків, матовий чорний для Японії та материкового Китаю та зелене дзеркальне озеро для материкового Китаю та Тайваню.

## Технічні характеристики

### Апаратне забезпечення
Xperia 1 II має SoC Qualcomm Snapdragon 865 і графічний процесор Adreno 650, а також 8 ГБ або 12 ГБ оперативної пам’яті, 256 ГБ пам’яті (яке можна розширити до 1 ТБ за допомогою слота для карт microSD) і один слот для картки nano-SIM. Дисплей ідентичний дисплею Xperia 1, 6,5-дюймовий 4K HDR OLED із співвідношенням сторін 21:9, який, як стверджує Sony, забезпечує «безпрецедентну точність кольорів». Він також здатний відображати мільярд кольорів; більшість дисплеїв смартфонів мають шістнадцять мільйонів кольорів. Телефон має акумулятор ємністю 4000 мА·г і підтримує бездротову зарядку. Телефон має передні подвійні стереодинаміки та аудіороз'єм 3,5 мм. Останньої функції не було на попередньому флагманському телефоні Sony, і технічні журналісти відзначили її як незвичайну для флагманських смартфонів 2020 року.

#### Камера
Телефон має потрійну камеру на 12 Мп і 3D-датчик iToF на задній панелі і камеру на 8 Мп на передній панелі. Задні камери включають основний об’єктив (24 мм f/1,7), надширококутний об’єктив (16 мм f/2,2) і телеоб’єктив (70 мм f/2,4); кожен із них має антивідблискове покриття ZEISS T✻ (T-Star). Телефон підтримує запис відео 4K зі швидкістю до 60 FPS і 2K зі швидкістю до 120 FPS. Оновлення Android 11 дозволяє записувати відео 4K зі швидкістю до 120 кадрів в секунду

### Програмне забезпечення
Xperia 1 II випущений з Android 10, оновлений до Android 11. Sony також поєднала технологію камери телефону з режимом «Photo Pro», розробленим відділом камер Sony α (Alpha), і режимом «Cinema Pro», розробленим кінематографом Sony. підрозділ CineAlta, функції якого успадковують камери Sony Alpha і CineAlta. 2 березня смартфон офіційно отримав оновлення до Android 12 разом із Xperia PRO у США, обидва мають номер прошивки 58.2.A.0.899, Крім стандартних нововведень Android 12, оновлення приносить оновлення безпеки за січень 2022 року.